# 陸中海岸線

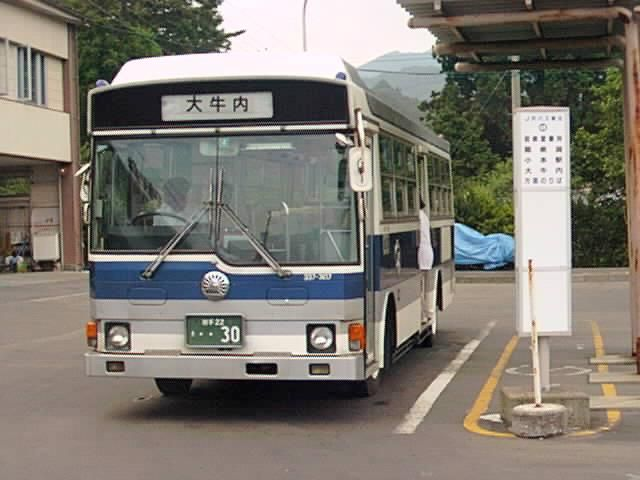
岩泉駅で発車を待つ陸中海岸線

陸中海岸線（りくちゅうかいがんせん）は、かつて運行されていた国鉄バス・JRバス東北の自動車路線である。

## 概説
本路線は、戦時統制勧告により岩手県北自動車（県北バス）から譲り受けた上で1943年11月20日より運行を開始した久慈 - 普代間の省営自動車路線に端を発する。改正鉄道敷設法の別表第6号には「岩手縣久慈ヨリ小本ヲ經テ宮古ニ至ル鐡道」があり、本路線は「鉄道線の先行」という使命を有していた。
戦時中の展開は本路線ではあまり多くなかったが、戦後も省営バスより路線の譲渡の申し入れがあったことから、県北バスでは廃止補償金と引き換えに路線を譲渡することになった。1947年12月25日には本地区の運行を担当する岩泉自動車区が設立、1948年4月までに総延長キロ程105kmにも及ぶ路線が省営バスへ譲渡された。この結果、岩泉地区のほとんどの路線が省営バスへ移管され、県北バスは当時本社を置いていた岩泉町内にはほとんど路線を持たないことになった。この時に移管された路線のうち、岩泉と小本の間は、改正鉄道敷設法別表第8号の「岩手縣小鳥谷ヨリ葛巻ヲ經テ袰野附近ニ至ル鐡道及落合附近ヨリ分岐シテ茂市ニ至ル鐡道」の一部であり、これも「鉄道線の先行」という使命を有する路線であった。
その後も路線の延長が行なわれたが、本地区では道路の整備が進んでいなかったこともあり、本路線が全通したのは1970年10月15日、小本と田老を結ぶ区間が開業した時点であった。それから間もない1972年2月27日に宮古線の宮古駅と田老駅を結ぶ区間が開通したことにより、宮古市と久慈市は国鉄の鉄道路線と自動車路線により結ばれることになった。
1984年4月1日に三陸鉄道北リアス線が開業すると、本路線の有していた「鉄道線の先行」という使命は失われたが、北リアス線がトンネルなどで比較的内陸部を走っているのに対し、本路線は海岸沿いを走っていたことから、北リアス線・山田線・八戸線と連絡して沿線に点在する観光地を結ぶアクセス路線として、「鉄道線の培養」という使命へと変化することになった。この時期、一般路線は過疎化が進んでいたが、観光地へのアクセス路線については増強が行われていた。1985年からは盛岡から岩泉までの早坂高原線と連絡し、岩泉を起点とした定期観光バス「リアス観光号」の運行も行なわれ、国鉄バスではウミネコと波飛沫のイラストを描いた専用車両を投入した。「リアス観光号」は1990年代前半には盛岡駅起点の1泊2日コースに拡大されている。
しかし、次第に利用者減少が進み、路線維持が困難となったことから、1992年には田野畑村、1995年には普代村の路線は全廃となり、最後まで残った岩泉駅から小本駅（現・岩泉小本駅）を経由して大牛内を結ぶ路線も2003年3月31日限りで廃止となり、岩泉営業所も同時に廃止となった。これにより、当地区のJRバス路線は盛岡駅と龍泉洞を結ぶ早坂高原線が残るのみとなった。その早坂高原線も岩泉営業所の廃止と同時に盛岡支店に変更された。
本路線の廃止後は、久慈口では久慈海岸線（久慈 - 小袖 - 久喜浜 - 陸中野田）とあわせて久慈市民バス（のるねっとKUJI）に転換（運行は岩手県北バスに委託）されたほか、JRバス東北が運行していた高速バス「スーパー久慈」（現在廃止）が久慈駅 - 陸中野田駅および久喜浜間を延長運行した時期があった。
岩泉口では岩泉自動車運輸による代替バスが運行されたほか、岩泉町の要請により県北バスも宮古と岩泉を結ぶ路線の運行を開始。結果的に岩泉地区に県北バスの路線が復活したことになった。

### 沿革
- 1943年（昭和18年）11月20日：普代線久慈 - 陸中野田 - 普代間 (29km) 開業（当初は貨物営業のみ）。
- 1947年（昭和22年）12月25日：岩泉線宇津野 - 浅内 - 岩泉 - 小本間 (40km) 開業。
- 1950年（昭和25年）7月20日：普代線長内橋 - 元木沢 - 玉の脇間 (3km) 開業。
- 1953年（昭和28年）10月31日：普代線玉の脇 - 大尻間 (2km) 、陸中野田 - 久喜浜間 (4km) 開業。
- 1957年（昭和32年）
  - 4月20日：普代線大尻 - 小袖間 (3km) 開業。
  - 5月18日：普代線普代 - 太田名部 - 陸中黒崎 - 机間 (16km) 開業。
  - 10月15日：路線名称を普代線から陸中海岸線に改正。
- 1965年（昭和40年）8月5日：陸中海岸線北山 - 北山崎展望台間 (1.5km) 開業。
- 1970年（昭和45年）10月15日：岩泉本線小本 - 田老間 (31km) 開業。
- 1972年（昭和47年）2月6日：路線名称の改正。長内橋 - 小袖間を久慈海岸線、陸中野田 - 久喜浜間を陸中海岸線とする。
- 1986年（昭和61年）7月31日：久慈海岸線小袖海岸 - 久喜浜間 (7.4km) 開業。
- 1987年（昭和62年）4月1日：国鉄分割民営化により、東日本旅客鉄道東北自動車部（JR東日本バス）の所管となる。
- 1988年（昭和63年）4月1日：バス部門分割により、JRバス東北の路線となる。
- 1992年（平成4年）7月：陸中海岸線島ノ越口 - 北山崎展望台間廃止。
- 1995年（平成7年）2月28日：陸中海岸線陸中野田駅前 - 普代駅前 - 北山崎展望台間、小本 - 田老間（夏季限定路線）廃止。
- 2002年（平成14年）4月1日：久慈海岸線が朝の1往復を除き、上長内経由から川崎町経由に変更。
- 2003年（平成15年）3月31日：陸中海岸線大牛内 - 小本駅 - 岩泉駅間廃止[1]。
- 2008年（平成20年）4月1日：JRバス東北久慈海岸線廃止、久慈市及び野田村からの委託を受けて岩手県北バスへ移管された。
- 2011年（平成23年）4月1日：久慈駅 - 宇部支所前 - 陸中野田駅間を廃止、川崎町経由から県立病院経由に変更。

## 主な路線
小本駅は、三陸鉄道が開通する以前、1970年代まで自動車駅が存在した。また、陸中野田駅・普代駅では、鉄道駅ではあるが自動車駅同様に自動車部門の係員が常駐していた（それぞれ陸中野田駅前駅・普代駅前駅として設置）。
- 陸中海岸本線
  - 久慈駅 - 陸中野田駅 - 普代駅 - 小本駅 - 田老駅
  - 小本駅 - 岩泉営業所前
- 久慈海岸線
  - 長内橋 - 小袖 - 久喜浜 - 陸中野田駅
- 普代線
  - 普代駅前 - 田野畑
- 田野畑線
  - 平井賀 - 田野畑 - 島ノ越口

上記のほか、岩泉駅から岩泉営業所までは早坂高原線、岩泉営業所から龍泉洞までは安家線が正式な路線名称であり、陸中海岸線が乗り入れを行うという形態であった。

## 廃止後の代替路線
- 久慈 - 陸中野田間…のるねっとKUJI久慈海岸線（※2011年4月1日廃止。現在は久慈海岸線部分のみ運行）
- 陸中野田 - 普代間…代替路線なし
- 普代 - 北山崎間…普代村営バス
- 北山崎 - 田野畑 - 真木沢間…田野畑村営バス
- 真木沢 - 大牛内間…代替路線なし
- 小本 - 田老間…岩手県北バス宮古 - 田老線
- 大牛内 - 小本 - 岩泉間…岩泉町民バス小本線